# تي. جي. باس
تي. جي. باس (بالإنجليزية: T. J. Bass)‏ (7 يوليو 1932، كلينتون في الولايات المتحدة - 13 ديسمبر 2011، هونولولو في الولايات المتحدة)؛ طبيب، كاتب طبي وروائي أمريكي.